# Мелике Ипек Ялова
Мелике́ Ипе́к Яло́ва (род. 29 апреля 1984, Стамбул, Турция) — турецкая актриса и модель. Наиболее известна благодаря роли Изабеллы Фортуны в культовом телесериале «Великолепный век».

## Биография
Мелике Ипек Ялова родилась 29 апреля 1984 года в Стамбуле в семье Юкселя Ялова, занимавшего пост министра Турции.
Мелике обладает двумя высшими образованиями. Она окончила Университет Билкент в Анкаре по специальности «международные отношения» и Университет Сапиенца в Риме по специальности «политика и управление кризисными ситуациями». Актриса в совершенстве владеет французским и английским, также она управляет собственным бизнесом по организации свадебных торжеств.
В 2011 году после случайной встречи с продюсером Тимуром Савджи, получила от него предложение сыграть роль Принцессы Изабеллы Фортуны в историческом сериале «Великолепный век». Специально для этой роли Мелике посещала уроки испанского языка. Сериал имел огромный международный успех, и хотя девушка появилась всего в 13 эпизодах с ролью второго плана, он принёс начинающей актрисе мировую славу и признание. Несмотря на это, после завершения работы над проектом Мелике заявила, что хочет вернуться к развитию своего бизнеса. Однако уже скоро ей поступило предложение сыграть главную роль в сериале «Карадайи» с гонораром в 30 тысяч турецких лир за серию, и Мелике приняла решение продолжить свою актёрскую карьеру, отметив, что «Великолепный век» стал отличным шансом посвятить свою жизнь кино.
У Мелике сложилась успешная актёрская карьера на телевидении, она стала одной из самых востребованных и популярных актрис Турции, исполняя главные роли в сериалах «Карадайи» (2015), «Песня жизни» (2016), «Однажды в Чукурова» (2019) и «Заключённый» (2022).
Среди любимых увлечений актрисы —футбольные матчи, она является болельщицей футбольного клуба «Галатасарай». Она также называет себя «последовательницей моды», часто делясь в своём блоге тем, что находится в её гардеробе. Кроме этого, Мелике отстаивает права бездомных животных и часто делает пожертвования в организации по их защите.

## Личная жизнь
В 2019 году после пяти лет отношений, актриса вышла замуж за турецкого продюсера Алтуга Гюльтана. В 2021 году супруги развелись.

## Фильмография
| Год       |   | Русское название       | Оригинальное название | Роль              |
| --------- | - | ---------------------- | --------------------- | ----------------- |
| 2011      | с | Великолепный век       | Muhteşem Yüzyıl       | Изабелла Фортуна  |
| 2012—2015 | с | Карадайи               | Karadayı              | Айтен             |
| 2016      | с | Песня жизни            | Hayat Şarkısı         | Сюзи              |
| 2017      | с | Круг                   | Çember                | Лейла             |
| 2018      | ф | Жертвуя жизнью         | Can Feda              | доктор Сехер      |
| 2018      | с | Виновен в человечности | İnsanlık Suçu         | Джевхер Ашик      |
| 2019—2021 | с | Однажды в Чукурова     | Bir Zamanlar Çukurova | Мюджган Хекимоглу |
| 2021—2022 | с | Заключённый            | Mahkum                | Бюге Эсари        |